# Dłubanka

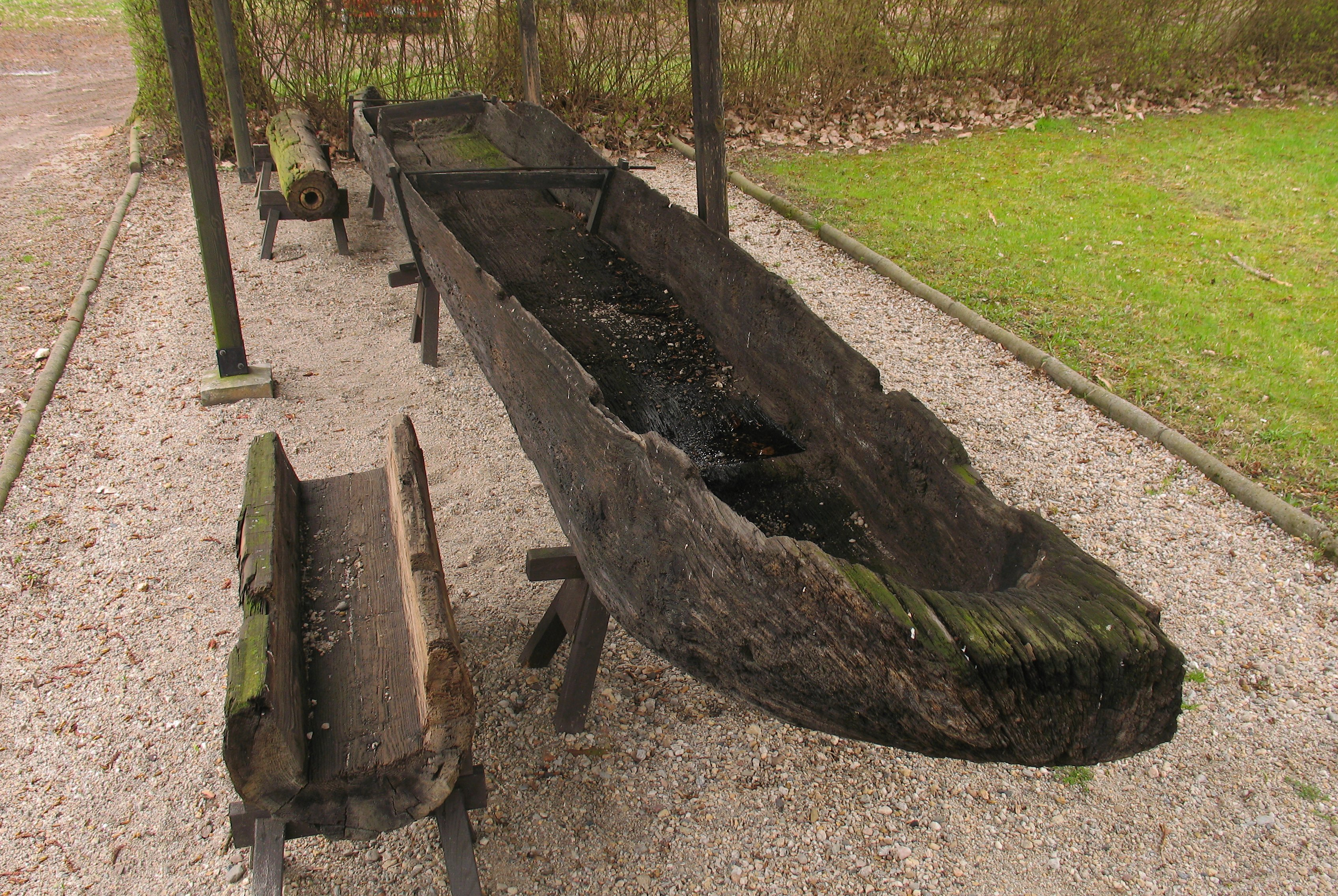
Dłubanka z X wieku naszej ery – ekspozycja Muzeum Archeologicznego Środkowego Nadodrza w Świdnicy

Dłubanka – najstarsza forma łodzi, zrobiona z wyżłobionego pnia drzewa. Prawdopodobnie zostały one wynalezione w ósmym tysiącleciu przed naszą erą, ale niektóre plemiona zamieszkujące lasy tropikalne (np. dorzecze Amazonki) do dziś ich używają.
Łodzi tego typu użyli Słowianie podczas nieudanej próby zdobycia Konstantynopola w 626. Flota ich dłubanek została rozproszona i zniszczona przez bizantyńskie okręty wojenne.
Podczas badań etnograficznych w Hannie nad Bugiem oceniono, że wykonanie dłubanki (przy użyciu współczesnych narzędzi ręcznych) zajmuje dwóm osobom około 7–10 dni.
Najdłuższa znana łódź dłubanka w Europie jest eksponowana w podziemiach zamku w Baranowie Sandomierskim.